# Palpidia
Palpidia là một chi bướm đêm thuộc họ Erebidae.

## Loài
- Palpidia pallidior Dyar, 1898